# Narboneta
Narboneta település Spanyolországban, Cuenca tartományban. Narboneta Víllora községgel határos. Lakosainak száma 43 fő (2024).

## Népesség
A település népessége az utóbbi években az alábbiak szerint változott:
| Lakosok száma | 107  | 113  | 73   | 67   | 68   | 44   | 58   | 37   | 42   | 43   |
|               | 2001 | 2004 | 2006 | 2009 | 2011 | 2014 | 2016 | 2019 | 2021 | 2024 |